# Óscar David López Raslan
Óscar David López Raslan (Alaró, 13 agosto 2006) è un calciatore boliviano, centrocampista del Maiorca Under-19 e della nazionale boliviana.

## Biografia
È nato in Spagna da padre spagnolo e madre boliviana.

## Carriera

### Club
Ha iniziato a giocare a calcio nello Sporting Ciutat de Palma per poi passare al La Salle nel 2022. Nel 2024 è stato acquistato dal Maiorca che lo ha assegnato alla propria squadra filiale del CD San Francisco. Rientrato a Maiorca, nel mese di novembre ha firmato il suo primo contratto professionistico.

### Nazionale
Il 15 novembre 2024 ha debuttato con la nazionale boliviana nell'incontro di qualificazione per il campionato mondiale 2026 vinto 2-1 contro l'Ecuador.
Nel 2025 ha giocato 4 partite nel campionato sudamericano Under-20.

## Statistiche

### Cronologia presenze e reti in nazionale
| Cronologia completa delle presenze e delle reti in nazionale ― Bolivia | Cronologia completa delle presenze e delle reti in nazionale ― Bolivia | Cronologia completa delle presenze e delle reti in nazionale ― Bolivia | Cronologia completa delle presenze e delle reti in nazionale ― Bolivia | Cronologia completa delle presenze e delle reti in nazionale ― Bolivia | Cronologia completa delle presenze e delle reti in nazionale ― Bolivia | Cronologia completa delle presenze e delle reti in nazionale ― Bolivia | Cronologia completa delle presenze e delle reti in nazionale ― Bolivia |
| Data                                                                   | Città                                                                  | In casa                                                                | Risultato                                                              | Ospiti                                                                 | Competizione                                                           | Reti                                                                   | Note                                                                   |
| ---------------------------------------------------------------------- | ---------------------------------------------------------------------- | ---------------------------------------------------------------------- | ---------------------------------------------------------------------- | ---------------------------------------------------------------------- | ---------------------------------------------------------------------- | ---------------------------------------------------------------------- | ---------------------------------------------------------------------- |
| 15-11-2024                                                             | Guayaquil                                                              | Ecuador                                                                | 1 – 2                                                                  | Bolivia                                                                | Qual. Mondiali 2026                                                    | -                                                                      | 46’                                                                    |
| Totale                                                                 |                                                                        | Presenze                                                               | 1                                                                      |                                                                        | Reti                                                                   | 0                                                                      |                                                                        |